# James Paterson-Robinson
James Paterson-Robinson (* 29. September 1978 in Melbourne, Victoria) ist ein australischer Springreiter.

## Werdegang
Er besuchte das Geelong College und das Marcus Oldham College für einen Kurs in Pferdemanagement (Horse Business Management).
Im Jahr 2000 zog er nach Europa und lebt zurzeit im niederländischen Swolgen (Provinz Limburg).
2012 startet er mit Lanosso bei seinen ersten Olympischen Spielen. Im Jahr 2012 war er bei den olympischen Spielen in London und 2016 in Rio de Janeiro.

## Privates
Paterson-Robinson wurde in Melbourne geboren und wuchs in Geelong auf. Er ist 1,70 Meter groß und wiegt 65 Kilogramm.

## Pferde (Auszug)
aktuelle:
- Lanosso (* 1999), Westfalen-Wallach v. Lancino de L a. d. Goèland v.Grosso Z x Cardinal xx, Züchter:Eduard Neuhaus

ehemalige Turnierpferde:
- Vincente (* 2002), brauner KWPN-Wallach, Vater: Oklund, Muttervater: Ufarno, seit Frühjahr 2011 von Jessica Kürten geritten.

## Erfolge

### Championate und Weltcup
2012 Sieger CSI4* in Bourge en Bresse mit Lanosso
- Olympische Spiele
  - 2012, London: mit Lanosso, 10. Platz mit der Mannschaft und 41. Platz im Einzel